# Тау, Федор Менгертиевич
Федор Менгертиевич Тау (5 сентября 1929 — 19 марта 2006) — народный хоомейжи Республики Тыва (1992), артист ансамбля песни и танца «Саяны», 10 кратный чемпион республики и чемпион зональных соревнований по лыжному спорту. Представитель юго-восточной исполнительской школы тувинского хоомея (горлового пения).

## Биография
Родился 5 сентября 1929 года в селе Ак-Эрик Тес-Хемского района Тувинской Народной Республики в семье скотовода. Учился в Самагалтайской средней школе (1945—1947 гг.), Кызылской средней школе № 2, среди выдающихся деятелей науки, культуры и искусства, как М.Кенин-Лопсан, Ю.Аранчын, А.Кунаа, Д. Монгуш, А. Калзан, И. Салчак, Ю.Кюнзегеш. Начал заниматься спортом в 1950 году во время службы в армии. В этом же году впервые стал чемпионом Тувинской автономной области по лыжному спорту, был чемпионом Забайкальского военного округа.После службы в армии устроился работать в качестве переводчика в Городской суд (1954—1956 гг.). Он жил во всех уголках нашей республики: в Монгун-Тайге, Кызыле, Баян-Коле, Сыстыг-Хеме, Тоора-Хеме, Шуурмаке, Ак-Эрике; работал инструктором по лыжному спорту в Госкомспорте, шофером в совхозе «Кара-Тал» с. Баян-Кол, грузчиком в Райпо с. Тоора-Хем, вальщиком лесхозе с. Ырбан и с. Шуурмак; печником, строителем и помощником чабана в с. Ак-Эрик, сопровождающим почты в Самагалтае и администратором пропускного режима в отделении агропромбанка с. Самагалтай, в 1969—1970-х годах артистом в Тувинской государственной филармонии ансамбля песни и танца «Саяны». В 2000 г. переехал из Тес-Хемского кожууна в Кызыл, и жил до конца своей жизни. Работал в Международном научном центре «Хоомей» в качестве иллюстратора, давал уроки хоомея иностранцам.

## Творчество
Фамилию Тау он получил во время прохождения службы в армии, в с. Казакевич Уссурийского района Байкальского округа. Настоящая фамилия у него Довуу. Как вспоминает Федор, над ним часто подшучивали в армии, говоря: «Идет Тау, наливай какао». Творческая жизнь Тау началась вдали от родины. В армии он впервые жизни выступил на сцене, исполнив каргыраа, вызвав удивление у сослуживцев. Тау отдавал предпочтение стилю каргыраа. Его хоомей отличался необычайной мягкостью тембра, виртуозностью техники звукоизвлечения, экономичностью расходуемого дыхания, камерностью звучания, отсутствием текстового зачина. Он создал специфическую разновидность хоомея — элдеп-хула хоомей, названный в подражание редкому способу бега лошади, суть которого заключается в «круговороте» извлекаемых звуков, вращающихся между ротовым и носовым полостями. Правда, кроме самого Федора этот способ исполнения еще не вошел в практику исполнителей. Но, молодой хоомейжи Аяс Данзырын, который приходится племянником Федору, пытается исполнять элдеп-хула хоомей.27 февраля 2001 г. Международным научным центром под руководством З.Кыргыс проведен фестиваль, посвященный юбилею Федора Тау. Конкурс прошел на высоком уровне. Главный приз Ф. Тау достался Аясу Данзырыну. Помимо конкурса, был организован концерт с участием известных мастеров и ансамблей хоомея, семинар преподавателей классов хоомея из различных музыкальных школ кожуунов республики и медицинское обследование исполнителей хоомея врачами фониатрами из Новокузнецкого медицинского научно-исследовательского института.

## Награды и звания
- 10-кратный чемпион республики по лыжному спорту
- чемпион зональных соревнований по лыжному спорту (1950—1951)
- Народный хоомейжи Республики Тыва (1992)